# Uebeschi
Uebeschi – gmina (niem. Einwohnergemeinde) w Szwajcarii, w kantonie Berno, w regionie administracyjnym Oberland, w okręgu Thun.

## Demografia
W Uebeschi mieszka 718 osób. W 2020 roku 3,1% populacji gminy stanowiły osoby urodzone poza Szwajcarią.